# Ernest Lawrence
Ernest Orlando Lawrence (født 8. august 1901, død 27. august 1958) var en amerikansk fysiker.
I 1929 udviklede han cyklotronen (en type partikelaccelerator). For denne opfindelse blev han tildelt Nobelprisen i fysik i 1939.
Grundstof nummer 103, Lawrencium, er opkaldt efter ham.